# Carlos Mencia
Ned Arnel Mencia (San Pedro Sula, 1967. október 22. –), ismertebb nevén Carlos Mencia hondurasi születésű amerikai humorista, író és színész. Témái a rasszok, a kultúra, az igazságszolgáltatás és a társadalmi osztályok. Leginkább a Mencia világa című műsor vezetőjeként ismert, ez idő tájt többen megvádolták azzal, hogy vicceket lop.

## Élete
A hondurasi San Pedro Sulában született, tizennyolc gyerek közül a tizenhetedikként. Anyja mexikói volt, míg apja hondurasi. Születése idején Mencia anyja összeveszett az apjával, és nem adta fiának az apja nevét. Születési igazolványán a következő név áll: "Ned Arnel Mencía," de ő elmondta, hogy az apja iránti tiszteletből mégis a "Holness" nevet viselte, és 18 éves koráig "Ned Holness" néven volt ismert.
Katolikus hitben nőtt fel Kelet-Los Angelesben. A Garfield High School tanulója volt. 19 éves korában kábítószert árult és betört egy házba. Villamosmérnökként végzett a Kaliforniai Állami Egyetemen, de hamar kilépett, hogy komikus karriert folytasson. Van egy bátyja, Joseph Mencia.
2003-ban házasodott össze feleségével, Amy-vel. Los Angelesben élnek. Egy gyerekük van.

## Diszkográfia
- Take a Joke America (2001)
- America Rules (2002)
- Unmerciful (2003)
- Spanglish (2006)

### Albumok, DVD-k
- Not for the Easily Offended (2003)
- Down to the Nitty Gritty (2004)
- No Strings Attached (2006)
- The Best of Funny is Funny (2007)
- Performance Enhanced (2008)
- Mind of Mencia Season 1 (2006)
- Mind of Mencia Season 2 (2007)
- Mind of Mencia Season 3 (2007)
- Mind Of Mencia Season 4 (2008)
- Carlos Mencia: New Territory (2011)